# (7412) Linnaeus
(7412) Linnaeus ist ein Asteroid des äußeren Asteroiden-Hauptgürtels, der am 22. September 1990 vom belgischen Astronomen E. W. Elst am La-Silla-Observatorium (IAU-Code 809) der Europäischen Südsternwarte in Chile entdeckt wurde.
Benannt wurde der Himmelskörper nach dem Autorenkürzel des schwedischen Naturwissenschaftlers Carl von Linné (1707–1778), der mit der binären Nomenklatur die Grundlagen der modernen botanischen und zoologischen Taxonomie schuf.
Der Himmelskörper gehört zur Themis-Familie, einer Gruppe von Asteroiden, die nach (24) Themis benannt wurde.